# Copa Libertadores da América de Futebol Feminino de 2016
A Copa Libertadores de Futebol Feminino de 2016 foi a oitava edição da competição organizada pela Confederação Sul-Americana de Futebol (CONMEBOL). A competição foi disputada no Uruguai pela primeira vez, nas cidades de Montevidéu e Colônia do Sacramento.

## Equipes classificadas
O formato da competição foi mantido em relação aos anos anteriores, sendo disputada por doze equipes: o detentor do título, o clube campeão de cada uma das dez associações da CONMEBOL, e uma equipe adicional do país sede.
| Associação | Equipe                  | Classificado por                           |
| ---------- | ----------------------- | ------------------------------------------ |
| CONMEBOL   | Ferroviária             | Campeã da Libertadores Feminina de 2015    |
| CONMEBOL   | Colón                   | Campeã do Campeonato Uruguaio de 2015      |
| Argentina  | UAI Urquiza             | Campeã do Campeonato Argentino de 2016     |
| Bolívia    | San Martín de Porres    | Campeã do Campeonato Boliviano de 2016     |
| Brasil     | Foz Cataratas           | 3ª Colocada da Copa do Brasil de 2015[a]   |
| Chile      | Colo-Colo               | Campeã do Campeonato Chileno de 2015       |
| Colômbia   | Generaciones Palmiranas | Campeã do Campeonato Colombiano de 2016    |
| Equador    | Unión Española          | Campeã do Campeonato Equatoriano de 2015   |
| Paraguai   | Sportivo Limpeño        | Campeã do Campeonato Paraguaio de 2015     |
| Peru       | Universitario           | Campeã do Campeonato Peruano de 2016       |
| Uruguai    | Nacional                | Vice-campeã do Campeonato Uruguaio de 2015 |
| Venezuela  | Estudiantes de Guárico  | Campeã do Campeonato Venezuelano de 2016   |

a.^  A equipe Kindermann, campeã da Copa do Brasil de 2015, foi desativada e assim, sua vaga foi repassada para o Foz Cataratas, terceira colocada, já que o vice-campeão já tinha sua vaga por ser o atual campeão da competição.

## Sedes
| Montevidéu         | Colônia do Sacramento             |
| ------------------ | --------------------------------- |
| Estádio Charrúa    | Estádio Professor Alberto Suppici |
| Capacidade: 13 900 | Capacidade: 6 500                 |

## Árbitras
A Comissão de Árbitros da CONMEBOL selecionou as árbitras e assistentes para o torneio.
| Árbitros                | Assistentes                                    |
| ----------------------- | ---------------------------------------------- |
| ARG Estela Mary Alvarez | ARG María Eugenio Rocco ARG Mariana de Almeida |
| BOL Sirley Cornejo      | BOL Claudia Mollinedo BOL Marina Quiroga       |
| BRA Edna Alves Batista  | BRA Nadine Bastos BRA Márcia Caetano           |
| CHI Paola Barria        | CHI Marcia Castillo CHI Cindy Nahuelcoy        |
| COL María Victoria Daza | COL Eliana Ortiz COL Lucia Hurtatiz            |

| Árbitros              | Assistentes                              |
| --------------------- | ---------------------------------------- |
| ECU Susana Corella    | ECU Dayana Paredes ECU Marianela Ramirez |
| PAR Zulma Quiñonez    | PAR Rossana Salinas PAR Nadia Weiler     |
| PER Elizabeth Tyntaya | PER Marlene Leyton PER Gabriela Moreno   |
| URU Nadia Fuques      | URU Luciana Mascaraña URU Adela Sánchez  |
| VEN Eyerlitz Escalona | VEN Yoleida Lara VEN Laura Cardenas      |

## Sorteio
O sorteio foi realizado no dia 16 de novembro na sede da Asociación Uruguaya de Fútbol em Montevidéu, no Uruguai. Os times foram divididos em quatro potes com três times cada, sendo que os times do mesmo pote não poderiam cair no mesmo grupo.
| Pote 1                                    | Pote 2                              | Pote 3                                                          | Pote 4                                            |
| ----------------------------------------- | ----------------------------------- | --------------------------------------------------------------- | ------------------------------------------------- |
| Colón (A1) Nacional (B1) Ferroviária (C1) | Foz Cataratas Colo-Colo UAI Urquiza | Generaciones Palmiranas Estudiantes de Guárico Sportivo Limpeño | San Martín de Porres Unión Española Universitario |

## Primeira fase
|  | Equipes classificadas para a fase final |
|  | Melhor segundo colocado                 |
|  | Equipes eliminadas                      |

### Grupo A
| Equipe        | Pts | J | V | E | D | GP | GC | SG  |
| ------------- | --- | - | - | - | - | -- | -- | --- |
| CS Limpeño    | 7   | 3 | 2 | 1 | 0 | 7  | 2  | +5  |
| Colón         | 6   | 3 | 2 | 0 | 1 | 8  | 4  | +4  |
| UAI Urquiza   | 4   | 3 | 1 | 1 | 1 | 3  | 2  | +1  |
| Universitario | 0   | 3 | 0 | 0 | 3 | 0  | 10 | –10 |

|                  | COL | URQ | SLI | UNI |
| ---------------- | --- | --- | --- | --- |
| Colón            | —   | 2–1 | 2–3 | 4–0 |
| UAI Urquiza      | 1–2 | —   | 0–0 | 2–0 |
| Sportivo Limpeño | —   | —   | —   | 4–0 |
| Universitario    | 0–4 | 0–2 | —   | —   |

### Grupo B
| Equipe                  | Pts | J | V | E | D | GP | GC | SG  |
| ----------------------- | --- | - | - | - | - | -- | -- | --- |
| Foz Cataratas           | 9   | 3 | 3 | 0 | 0 | 8  | 2  | +6  |
| Generaciones Palmiranas | 4   | 3 | 1 | 1 | 1 | 8  | 3  | +5  |
| San Martín de Porres    | 4   | 3 | 1 | 1 | 1 | 5  | 5  | 0   |
| Nacional                | 0   | 3 | 0 | 0 | 3 | 2  | 13 | –11 |

|                         | NAC | FCA | GPA | SMA |
| ----------------------- | --- | --- | --- | --- |
| Nacional                | —   | 1–3 | 0–7 | 1–3 |
| Foz Cataratas           | 3–1 | —   | 2–0 | 3–1 |
| Generaciones Palmiranas | 7–0 | 0–2 | —   | 1–1 |
| San Martín de Porres    | 3–1 | 1–3 | 1–1 | —   |

### Grupo C
| Equipe                 | Pts | J | V | E | D | GP | GC | SG |
| ---------------------- | --- | - | - | - | - | -- | -- | -- |
| Estudiantes de Guárico | 7   | 3 | 2 | 1 | 0 | 2  | 0  | +2 |
| Colo-Colo              | 5   | 3 | 1 | 2 | 0 | 4  | 3  | +1 |
| Ferroviária            | 4   | 3 | 1 | 1 | 1 | 6  | 3  | +3 |
| Unión Española         | 0   | 3 | 0 | 0 | 3 | 3  | 9  | –6 |

|                        | FER | COL | EST | UES |
| ---------------------- | --- | --- | --- | --- |
| Ferroviária            | —   | 1–1 | 0–1 | 5–1 |
| Colo-Colo              | 1–1 | —   | 0–0 | 3–2 |
| Estudiantes de Guárico | 1–0 | 0–0 | —   | 1–0 |
| Unión Española         | 1–5 | 2–3 | 0–1 | —   |

### Melhor segundo colocado
A equipe com melhor índice técnico entre as equipes segundo colocadas de todos os grupos avançou para as semifinais.
| Equipe                  | Pts | J | V | E | D | GP | GC | SG | Grupo |
| ----------------------- | --- | - | - | - | - | -- | -- | -- | ----- |
| Colón                   | 6   | 3 | 2 | 0 | 1 | 8  | 4  | +4 | A     |
| Colo-Colo               | 5   | 3 | 1 | 2 | 0 | 4  | 3  | +1 | C     |
| Generaciones Palmiranas | 4   | 3 | 1 | 1 | 1 | 8  | 3  | +5 | B     |

## Fase final
A fase final teve a seguinte composição:
|  | Semifinais             | Semifinais             |   |                        | Final                  | Final |  |
|  |                        |                        |   |                        |                        |       |  |
|  | 17 de dezembro - 18:30 |                        |   |                        |                        |       |  |
|  | Sportivo Limpeño       | 2                      |   |                        |                        |       |  |
|  | Foz Cataratas          | 0                      |   |                        |                        |       |  |
|  |                        |                        |   |                        |                        |       |  |
|  |                        |                        |   |                        | 20 de dezembro - 20:45 |       |  |
|  |                        |                        |   |                        | Sportivo Limpeño       | 2     |  |
|  |                        | Estudiantes de Guárico | 1 |                        |                        |       |  |
|  |                        |                        |   |                        |                        |       |  |
|  |                        |                        |   |                        |                        |       |  |
|  |                        |                        |   |                        | Terceiro lugar         |       |  |
|  | 17 de dezembro - 20:45 | 17 de dezembro - 20:45 |   | 20 de dezembro - 18:30 | 20 de dezembro - 18:30 |       |  |
|  | Estudiantes de Guárico | 2                      |   | Foz Cataratas (pen)    | 0 (3)                  |       |  |
|  | Colón                  | 0                      |   |                        | Colón                  | 0 (1) |  |

### Semifinais
| 17 de dezembro | Sportivo Limpeño                   | 2 – 0     | Foz Cataratas | Estádio Alberto Suppici, Colônia do Sacramento |
| 18:30          | Rosa Aquino 34' · Marta Aguero 63' | Relatório |               | Árbitro: ARG Estela Alvarez                    |

| Sp. Limpeño | Foz Cataratas |

| 17 de dezembro | Estudiantes de Guárico                      | 2 – 0     | Colón | Estádio Alberto Suppici, Colônia do Sacramento |
| 20:45          | Milagros Mendoza 11' · Joemar Guarecuco 75' | Relatório |       | Árbitro: ECU Susana Corella                    |

| Estudiantes | Colón |

### Terceiro Lugar
| 20 de dezembro | Foz Cataratas | 0 – 0     | Colón | Estádio Alberto Suppici, Colônia do Sacramento |
| 18:30          |               | Relatório |       | Árbitro: PER Elizabeth Tyntaya                 |

|  |       | Penalidades |
|  | 3 – 1 |             |

| Foz Cataratas | Colón |

### Final
| 20 de dezembro | Futebol Sportivo Limpeño         | 2 – 1     | Estudiantes de Guárico | Estádio Alberto Suppici, Colônia do Sacramento |
| 20:45          | Liz Peña 70' · Damia Cortaza 89' | Relatório | 46' Paola Villamizar   | Árbitro: CHI Paola Barria                      |

| Sp. Limpeño | Estudiantes |

## Premiação
| Copa Libertadores da América Feminina de 2016 |
| Paraguai                                      |
| --------------------------------------------- |
| SPORTIVO LIMPEÑO Campeão (1º título)          |

## Artilharia
| Gols | Jogadora             | Equipe                  |
| ---- | -------------------- | ----------------------- |
| 4    | Oriana Altuve        | Colón                   |
| 4    | Manuela González     | Generaciones Palmiranas |
| 3    | Yamila Badell        | Colón                   |
| 3    | Danyelle Helena      | Foz Cataratas           |
| 3    | Verônica Riveros     | Foz Cataratas           |
| 3    | Leicy Santos         | Generaciones Palmiranas |
| 3    | Liz Peña             | Sportivo Limpeño        |
| 2    | Karen Araya          | Colo-Colo               |
| 2    | Ysaura Viso          | Estudiantes de Guárico  |
| 2    | Ana Carolina Machado | Ferroviária             |
| 2    | Yanina López         | San Martín de Porres    |
| 2    | Marta Agüero         | Sportivo Limpeño        |
| 2    | Rosa Aquino          | Sportivo Limpeño        |

## Classificação geral
Oficialmente a CONMEBOL não reconhece uma classificação geral de participantes na Copa Libertadores. A tabela a seguir classifica as equipes de acordo com a fase alcançada e considerando os critérios de desempate.
| Classificação final         | Classificação final     | Classificação final | Classificação final | Classificação final | Classificação final | Classificação final | Classificação final | Classificação final | Classificação final | Classificação final | Classificação final |
| Pos.                        | Times                   | P                   | J                   | V                   | E                   | D                   | GP                  | GC                  | SG                  |                     |                     |
| --------------------------- | ----------------------- | ------------------- | ------------------- | ------------------- | ------------------- | ------------------- | ------------------- | ------------------- | ------------------- | ------------------- | ------------------- |
| Campeão                     |                         |                     |                     |                     |                     |                     |                     |                     |                     |                     |                     |
| 1                           | Sportivo Limpeño        | 13                  | 5                   | 4                   | 1                   | 0                   | 11                  | 3                   | +8                  |                     |                     |
| Vice-campeão                |                         |                     |                     |                     |                     |                     |                     |                     |                     |                     |                     |
| 2                           | Estudiantes de Guárico  | 10                  | 5                   | 3                   | 1                   | 1                   | 5                   | 2                   | +3                  |                     |                     |
| Eliminados nas semifinais   |                         |                     |                     |                     |                     |                     |                     |                     |                     |                     |                     |
| 3                           | Foz Cataratas           | 10                  | 5                   | 3                   | 1                   | 1                   | 8                   | 4                   | +4                  |                     |                     |
| 4                           | Colón                   | 7                   | 5                   | 2                   | 1                   | 2                   | 8                   | 6                   | +2                  |                     |                     |
| Eliminados na primeira fase |                         |                     |                     |                     |                     |                     |                     |                     |                     |                     |                     |
| 5                           | Colo-Colo               | 5                   | 3                   | 1                   | 2                   | 0                   | 4                   | 3                   | +1                  |                     |                     |
| 6                           | Generaciones Palmiranas | 4                   | 3                   | 1                   | 1                   | 1                   | 8                   | 3                   | +5                  |                     |                     |
| 7                           | Ferroviária             | 4                   | 3                   | 1                   | 1                   | 1                   | 6                   | 3                   | +3                  |                     |                     |
| 8                           | UAI Urquiza             | 4                   | 3                   | 1                   | 1                   | 1                   | 3                   | 2                   | +1                  |                     |                     |
| 9                           | San Martín de Porres    | 4                   | 3                   | 1                   | 1                   | 1                   | 5                   | 5                   | 0                   |                     |                     |
| 10                          | Unión Española          | 0                   | 3                   | 0                   | 0                   | 3                   | 3                   | 9                   | –6                  |                     |                     |
| 11                          | Universitario           | 0                   | 3                   | 0                   | 0                   | 3                   | 0                   | 10                  | –10                 |                     |                     |
| 12                          | Nacional                | 0                   | 3                   | 0                   | 0                   | 3                   | 2                   | 13                  | –11                 |                     |                     |